# Giovanni Paolo Gibertini
Giovanni Paolo Gibertini (Ciano d'Enza, 4 maggio 1922 – Montecchio Emilia, 3 aprile 2020) è stato un vescovo cattolico italiano.

## Biografia
Nasce a Ciano d'Enza, in provincia di Reggio Emilia e diocesi di Reggio Emilia-Guastalla, il 4 maggio 1922.

### Formazione e ministero sacerdotale
Il 7 ottobre 1939 entra a fare parte dell'Ordine di San Benedetto; il 12 agosto 1945 è ordinato presbitero, nella badia di Santa Maria della Neve a Torrechiara, dal vescovo Evasio Colli (poi arcivescovo).
Nel 1955 è inviato in Sardegna per la fondazione del monastero di San Pietro di Sorres quale superiore e priore fino al 1973. Dal 1977 al 1979 è parroco di Borutta, in provincia e arcidiocesi di Sassari. Nel 1979 è eletto abate dell'abbazia di San Giovanni Evangelista di Parma.

### Ministero episcopale
Il 23 marzo 1983 è nominato vescovo delle diocesi di Ales e Terralba, unite aeque principaliter, da papa Giovanni Paolo II; succede ad Antonio Tedde, deceduto il 6 agosto 1982. Il 25 aprile successivo riceve l'ordinazione episcopale, nell'abbazia di San Giovanni Evangelista a Parma, dal cardinale Sebastiano Baggio, co-consacranti l'arcivescovo Francesco Spanedda e il vescovo Benito Cocchi (poi arcivescovo).
A seguito dell'unificazione delle due diocesi, disposta dalla Congregazione per i vescovi il 30 settembre 1986, è nominato primo vescovo della diocesi di Ales-Terralba.
L'11 giugno 1989 è nominato vescovo della diocesi di Reggio Emilia-Guastalla; succede a Gilberto Baroni, dimessosi per raggiunti limiti di età. Il 24 settembre seguente prende possesso canonico della diocesi di Reggio Emilia-Guastalla.
Vicinanza alle persone – sacerdoti, laici, religiosi – soprattutto agli ammalati: questa una costante dello stile pastorale di mons. Gibertini, che ha frequentemente fatto visita ai suoi preti e ai quali non ha fatto mancare anche con una telefonata la sua partecipazione a particolari ricorrenze. Attenzione prioritaria ha riservato ai poveri, alla Caritas e alle comunità di recupero dei tossicodipendenti, da lui periodicamente visitate.
L'episcopato reggiano di mons. Gibertini è stato contrassegnato da importanti avvenimenti e da intensa attività pastorale. Momenti salienti, che hanno inciso anche sulla vita cittadina, sono stati: il 2 settembre 1995 la consacrazione episcopale del vescovo reggiano Luciano Monari, di cui il vescovo Paolo è stato coconsacrante, la celebrazione del IV centenario del primo miracolo della Beata Vergine della Basilica della Madonna della Ghiara e della costruzione del Tempio; l'indizione dell'Anno Mariano diocesano 1996/1997; l'intronizzazione della restaurata statua dorata della Madonna sul tiburio della cattedrale di Reggio Emilia.
A mons. Gibertini si devono anche la riqualificazione interna ed esterna del palazzo vescovile per aprirlo alla città, il restauro del porticato rinascimentale e la ripavimentazione del cortile; l'avvio della realizzazione del museo diocesano con l'allestimento del percorso espositivo di arredi e ambienti; il restauro e l'ampliamento degli ambienti della Mensa del povero. 
Ha inoltre compiuto la canonica visita pastorale in tutte le parrocchie della diocesi di Reggio Emilia-Guastalla. Attenzione ha riservato alle missioni diocesane, visitando quelle in Brasile e programmando un viaggio anche in Madagascar.
Sette le lettere pastorali scritte per la diocesi reggiano-guastallese; le prime quattro incentrate sul tema del "cercare Dio" (Quaerere Deum è il suo motto episcopale): Cercate Dio nella sua dimora, Cercate il volto del Signore, Cercate e troverete, Cercate la sapienza. Le ultime due sono dedicate alla Vergine: Una donna perfetta chi potrà trovarla, Maria, ieri, oggi e sempre.
Il suo episcopato in terra reggiano-guastallese è stato contrassegnato da attento studio della Parola di Dio, profondo amore per la liturgia; intensa devozione mariana. Ha voluto riprendere la celebrazione della liturgia delle ore in Cattedrale nelle domeniche di Avvento e Quaresima. Ha dedicato costante cura al laicato, preoccupandosi della sua formazione e responsabilizzazione, e in particolare all'Azione Cattolica; attenzione ha sempre riservato al mondo della scuola e alle scuole materne della FISM.
Il 27 giugno 1998 papa Giovanni Paolo II accoglie la sua rinuncia, presentata per raggiunti limiti d'età; gli succede Adriano Caprioli, del clero dell'arcidiocesi di Milano. Rimane amministratore apostolico della diocesi fino all'ingresso del successore, avvenuto il 20 settembre seguente.
Come vescovo emerito, dopo un periodo dal 1998 al 2012 trascorso presso il monastero di San Giovanni di Parma, dal maggio 2012 risiede nella Casa del Clero "San Giuseppe" di Montecchio Emilia fino al giorno della sua morte, il 3 aprile 2020 alle ore 1:30 a 97 anni e in assenza di sintomi riconducibili al COVID-19. Dopo le esequie, celebrate il 4 aprile in forma strettamente privata dal vescovo Massimo Camisasca nella chiesa parrocchiale di Ciano d'Enza, suo paese d'origine, viene sepolto nello stesso edificio in una tomba a pavimento da lui voluta.

## Genealogia episcopale
La genealogia episcopale è:
- Cardinale Scipione Rebiba
- Cardinale Giulio Antonio Santori
- Cardinale Girolamo Bernerio, O.P.
- Arcivescovo Galeazzo Sanvitale
- Cardinale Ludovico Ludovisi
- Cardinale Luigi Caetani
- Cardinale Ulderico Carpegna
- Cardinale Paluzzo Paluzzi Altieri degli Albertoni
- Papa Benedetto XIII
- Papa Benedetto XIV
- Cardinale Enrico Enriquez
- Arcivescovo Manuel Quintano Bonifaz
- Cardinale Buenaventura Córdoba Espinosa de la Cerda
- Cardinale Giuseppe Maria Doria Pamphilj
- Papa Pio VIII
- Papa Pio IX
- Cardinale Alessandro Franchi
- Cardinale Giovanni Simeoni
- Cardinale Antonio Agliardi
- Cardinale Basilio Pompilj
- Cardinale Adeodato Giovanni Piazza, O.C.D.
- Cardinale Sebastiano Baggio
- Vescovo Giovanni Paolo Gibertini, O.S.B.